# Lindesnes kommune
Lindesnes er en kystkommune i Agder fylke i Norge. Kommunen har en kystlinje på omkring 90 km. Selve Lindesnes yderst på Lindesneshalvøen er Norges sydligste fastlandspunkt (57°58'46"N). Kommunecenteret ligger i Vigeland. Mandal og Marnardal kommuner blev lagt sammen med Lindesnes kommune  1. januar 2020, i forbindelse med Kommunereformen i Norge.
Kommunen grænser til Lyngdal i vest, Audnedal i nord og  Søgne i øst.

## Historie
Ved sammenlægning af de tidligere kommuner Spangereid, Vigmostad og Sør-Audnedal i 1964 valgte man det nye navnet Lindesnes kommune.
Spangereid var oprindelig en del af Audnedal formandskabsdistrikt (fra 1837). Fra 1844 udgjorde Spangereid og Valle Sør-Audnedal kommune. Spangereid blev oprettet som selvstændig kommune i 1897. Valle beholdt navnet Sør-Audnedal.
Vigmostad kommune var fra 1837 en del av Audnedal formandskabsdistrikt. I 1844 dannede Vigmostad og Konsmo Nord-Audnedal kommune. Vigmostad blev så selvstændig kommune fra 1910.

## Landskabet
Langs kysten østover mod Mandal er der en fin skjærgård med friluftsområder af national verdi og flere fredede fuglereservater. Den meteorologiske stationen ved Lindesnes fyr har Norges højeste gennemsnitstemperaturtemperatur fo hele året.
Landskabet er småkuperet, og stiger fra havniveau til omkring 350 m.o.h. i nord. Bjerggrunden består stort set av granit og granitgnejs, og aflejringer findes stort st kun i elvdalene.
Kommunen har en hoveddal – Audnedalen som strækker sig fra syd mod nord. Her løber elven Audna som var Norges første kalkede vandområde . Takket være kalkingen er det nå etableret en ny og livsfrisk lakse- og ørredstamme i elven.

## Byer og landsbyer
- Mandal
- Vigmostad
- Buhølen
- Vigeland
- Snik
- Åvik
- Svennevik
- Reme
- Spangereid
- Ramsland
- Lillehavn

## Seværdigheder
- Lindesnes fyr
- Sjølingstad Uldvarefabrik
- Vikingland Spangereid
- Lindesnes Bygdemuseum
- Galleri Gustav Vigeland
- Barnas Dyrepark - Lindesnes

## Kendte folk fra Lindesnes
- Ansgar Gabrielsen (1954-), ordfører i Lindesnes, stortingsrepræsentant, næringsminister og helseminister.
- Peder Claussøn Friis (1545-1614), norsk gejstlig og historisk-geografisk forfatter.
- Gustav Vigeland (1869-1943), norsk billehugger , voksede op i Vigeland.